# Ibriesi
Ibriesi (ros. Ибреси) – osiedle typu miejskiego w Rosji, w Czuwaszji, w rejonie ibriesińskim. W 2021 liczyło 7254 mieszkańców.